# Feria del toro de Olivenza
La Feria del toro es un acontecimiento festivo de la ciudad extremeña de Olivenza que se celebra el primer fin de semana de marzo.

## Historia
La feria del toro se creó en 1991 a iniciativa del Ayuntamiento de Olivenza, de los propietarios de la plaza y de lo empresarios taurinos José Cutiño y los hermanos Ortiz, para así poder crear una feria acorde con la categoría de la plaza.
Al ser de las primeras ferias de la temporada se han celebrado varias reapariciones de toreros de la talla Espartaco y El Juli en 1999, de Ortega Cano en 2001 o la de Juan José Padilla en 2012.
La única alternativa que ha vivido esta feria fue la de Antonio Ferrera el 2 de marzo de 1997.

## Descripción
La feria del toro de Olivenza es la primera de Extremadura y con la que comienza la temporada europea después de la feria de Valdemorrillo.
En el año 2018 la universidad de Extremadura y la universidad de Barcelona realizó un estudio del impacto económico que tiene la feria, el impacto fue de 5,3 millones de euros en España y de 2,8 millones de euros en Extremadura, con una media de 12 000 visitantes en los 4 días que dura la feria.
Aparte de la feria taurina también se realizan otros tipos de actividades principalmente en la carpa que se monta donde se encuentra diferentes stand taurinos, se realizan conciertos, exhibiciones de toreo de salón...

## Reconocimientos
En 2013 fue declarada como fiesta de Interés Turístico Regional.
En 2020 se iniciaron los trámites para ser declarada de Interés Turístico Nacional.

## Temporadas
- Temporada 2020 Feria del Toro de Olivenza